# وليد المؤقت
وليد إبراهيم المؤقت (1953 في القدس - ) سياسي ودبلوماسي فلسطيني، كان ممثلًا لمنظمة التحرير الفلسطينية (لاحقًا سفيرًا لدولة فلسطين) لدى بيرو، الإكوادور، بوليفيا، الأوروغواي، نيكارغوا والأرجنتين.

## حياته
وُلد المؤقت في مدينة القدس عام 1953 إبان فترة الإدارة الأردنية للضفة الغربية. أكمل دراسته الثانوية في مدينة أريحا ثم ذهب عام 1971 إلى القاهرة ليحصل على درجة البكالورويس من جامعة عين شمس في الحقوق.
عمل دبلوماسيًا مع منظمة التحرير الفلسطينية وعُين عام 1979 سكرتيرًا ثانيًا في مكتب المنظمة لدى بيرو، ثم سكرتيرًا أولًا في مكتب المنظمة لدى بوليفيا عام 1985.
عام 1987، نقل للعمل مستشارًا في مكتب المنظمة لدى نيكارغوا.
عام 1988، عُين نائبًا لممثل منظمة التحرير لدى بيرو، وفي عام 1998 صار سفير دولة فلسطين لدى بيرو واستمر حتى عام 2005.
عُين سفيرًا لدولة فلسطين لدى نيكاراغوا، وبدأ مهامه في يناير 2006، واستمر حتى 29 يوليو 2009.
عُين في أغسطس 2009 ممثلًا لمنظمة التحرير لدى الأرجنتين واستمر في منصبه حتى فبراير 2015.
في أبريل 2015، أُعيد تعيينه سفيرًا لدولة فلسطين لدى بيرو واستمر حتى عام 2025.

## جوائز مستلمة
- 2005: وسام "الاستحقاق في الخدمة الدبلوماسية لجمهورية بيرو خوسيه جريجوريو باز سولدان" برتبة الصليب الأعظم من جمهورية بيرو.
- يوليو 2009: وسام الاستحقاق للخدمة الدبلوماسية "خوسيه دي ماركوليتا" برتبة الصليب الأعظم من جمهورية نيكاراغوا.[6]
- ديسمبر 2014: وسام محرر الأرجنتين الجنرال سان مارتين لمناسبة انتهاء مهامه سفيرًا لدولة فلسطين.[7]
- فبراير 2025: وسام شمس البيرو من درجة الصليب الأكبر لمناسبة انتهاء مهامه سفيرًا لدولة فلسطين.

## حياته الشخصية
المؤقت متزوج من السيدة مها الشريف ولهما 4 أطفال.